# Пульская, Ромола
Ромола Нижинская (Пульская, Пульски, венг. Pulszky) — венгерская аристократка, дочь политика Кароя Пульски и актрисы Эмилии Маркуш, супруга Вацлава Нижинского. Мать двух дочерей Нижинского — Киры и Тамары, автор биографических книг.

## Биография

### Семья и ранние годы
Ромола Пульски родилась 2 февраля 1891 года. Она была второй дочерью самой известной на тот момент актрисы Венгрии Эмилии Маркуш и политика, члена Парламента и директора Национальной галереи искусств Кароя Пульски. Отец Ромолы был выслан из страны после политического скандала и покончил с собой в возрасте 45 лет, находясь в Брисбене. Ромоле было в тот момент восемь лет, она тяжело переживала смерть отца и крайне негативно отнеслась ко второму замужеству матери. Ромола хотела пойти по стопам Эмилии и стать актрисой, брала уроки у Габриэль Режан в Париже. В 21 год она обручилась, однако расторгла помолвку после того, как первый раз увидела «Русские сезоны». Тогда же она решила уйти из театра и «посвятить себя балету».

### Ромола Пульски и труппа "Русского балета"
В начале весны 1912 года Русский императорский балет был на гастролях в Будапеште, Ромола увидела на сцене Вацлава Нижинского, влюбилась и твёрдо решила познакомиться со всеми членами труппы и как можно больше узнать о ведущем танцовщике. Через Адольфа Больма она была представлена педагогу Энрико Чекетти. Чекетти увидел у неё способности к балету. Мать Ромолы Эмилия Пульски принимала артистов труппы у себя дома, однако Дягилев и Нижинский никогда не посещали её вечера. По разрешению Чекетти Ромола стала посещать все репетиции и выступления русских артистов, а также ходить на его класс. Впоследствии она получила разрешение отправиться с труппой на гастроли и продолжать обучение.

### Брак с Нижинским
В 1913 году труппа Русского императорского балета отправилась на гастроли в Южную Америку. 21 день длилось плавание на теплоходе, и за этот срок Ромола смогла сблизиться с Нижинским и получить от него предложение руки и сердца. Уже через четыре недели, 10 сентября 1913 года, в Буэнос-Айресе состоялась свадьба. Первые несколько месяцев супруги, не зная языка друг друга, объяснялись только жестами. Нижинский послал телеграмму Дягилеву с известием о своей женитьбе, а в ответ получил уведомление об увольнении из труппы.
После брака с Нижинским Ромола перестала танцевать. В конце 1913 года пара вернулась в Будапешт, где в начале 1914-го у них родилась дочь Кира. С началом Первой мировой войны Нижинский как гражданин Российской Империи, находящийся на территории Австро-Венгрии, был интернирован и помещён под домашний арест, 18 месяцев семья прожила в доме Эмилии Пульски. 14 июня 1920 года Ромола родила дочь Тамару. К тому моменту у Нижинского уже более года явно проявлялись симптомы шизофрении. Борьба артиста с душевным расстройством продолжалась почти тридцать лет, при активном участии Ромолы он консультировался у ведущих специалистов Европы, в частности, у Альфреда Адлера, и сменил несколько психиатрических клиник. При этом Нижинской приписывают как минимум два романа с лечащими врачами супруга — Хансом Френкелем и Эйгеном Блейлером связи с Френкелем Нижинскому было известно и, предположительно, это усугубило его расстройство. По некоторым свидетельствам, хотя Ромола была «яростным гомофобом», она одновременно сама открыто поддерживала интимные связи с женщинами.
В 1934 году Нижинская выпустила книгу мемуаров, а в 1936 году опубликовала дневник Нижинского, текст которого критики и современники охарактеризовали как «подвергнутый жестокой цензуре». На вырученные средства Ромола оплачивала содержание супруга в клиниках. В 1952-м вышла её собственная книга, посвящённая жизни с великим танцовщиком и в частности — последним его годам.
Ромола Нижинская скончалась 8 июня 1978 года в Париже, в возрасте 87 лет.
О роли Ромолы Пульски в жизни Вацлава Нижинского существуют противоречивые мнения. Согласно первому, супруга стала хранительницей наследия великого танцовщика, продолжала поддерживать его славу после ухода Нижинского со сцены. Это мнение преобладает, в том числе, среди венгерских биографов Ромолы Пульски.
По мнению других, Пульски вышла замуж за Нижинского, лишь желая погреться в лучах славы великого артиста, часто уезжала в туры по Европе и Америке и вела активную светскую жизнь в роли супруги звезды; брак с ней стал причиной краха всей жизни Нижинского. Эта позиция содержится, в частности, в сборнике Дж. Коттлера "Божественное безумие: десять историй творческой борьбы", популярно излагающем биографии десяти знаменитостей, а также в посвященной Л. Кирстейну книге М. Дюбермана.